# Ivan Johnson (basket-ball)
Pour les articles homonymes, voir Ivan Johnson.
Ivan Johnson, né le 10 avril 1984 à San Antonio, au Texas, est un joueur américain de basket-ball. Il évolue au poste d'ailier fort.

## Biographie
Le 12 décembre 2011, il s'engage en tant qu'agent libre avec les Hawks d'Atlanta et y joue les saisons 2011-2012 et 2012-2013.